# Grevillea striata
Grevillea striata är en tvåhjärtbladig växtart som beskrevs av Robert Brown. Grevillea striata ingår i släktet Grevillea och familjen Proteaceae. Inga underarter finns listade i Catalogue of Life.